# Mil Mi-38
Der Mil Mi-38 ist ein mittelschwerer russischer Hubschrauber des Herstellers Kasaner Hubschrauberwerk AG und des Konstruktionsbüros Mil. In der Anfangsphase des Projekts war eine Beteiligung seitens Eurocopter vorgesehen und dafür das Joint Venture Euromil gegründet worden (Projektbezeichnung dann Euromil Mi-38). Eurocopter stieg 2003 jedoch aus dem Unternehmen und 2005 aus der Entwicklung aus. Der Hubschrauber wird seitdem vom Konstruktionsbüro Mil und dem Kasaner Hubschrauberwerk, beides Unternehmen der Russian Helicopters Gruppe, entwickelt. Der Mi-38 soll die Typen Mi-8 und Mi-17 ersetzen.

## Geschichte
Die Vorarbeiten begannen Anfang der 1980er-Jahre; 1983 wurde die Entwicklung eines vollkommen neuen Hubschraubers beschlossen. 1989 konnte in Paris ein erstes Modell gezeigt werden, 1993 begann in Kasan die Fertigung von zwei Prototypen, deren Erstflug zunächst für das Jahr 1995 vorgesehen war, der jedoch wegen finanzieller Schwierigkeiten immer wieder verschoben wurde. Als Entwicklungskosten für das Programm werden 800 Millionen US-Dollar und als Preis pro Maschine zwischen 10 und 15 Millionen US-Dollar angegeben. Schließlich fand der Erstflug am 22. Dezember 2003 statt. Es wird eine Zulassung nach FAR-29/JAR-29 angestrebt.

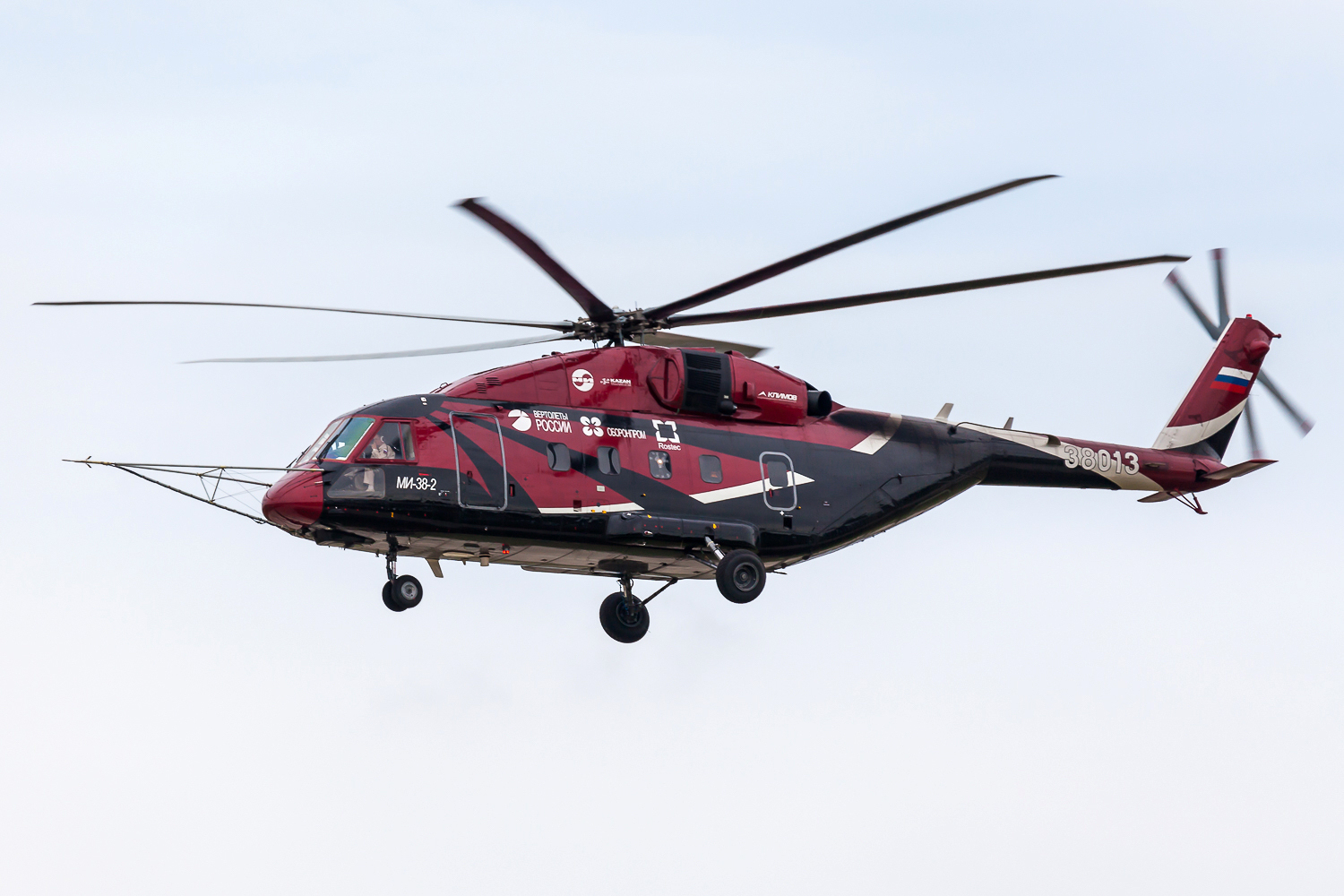
Der dritte Prototyp Mi-38-2 (RA-38013) mit Klimow TW7-117W auf der MAKS 2015

Im Mai 2006 wurde Thales als Avionik-Ausrüster verpflichtet. Am 27. September 2006 erreichte der Prototyp bei Zulassungsprüfungen mit einer Startmasse von 11,1 t eine Rekordflughöhe von 8170 m. Der Erstflug des zweiten Prototyps (ebenfalls mit P&W-Triebwerken) fand am 2. Dezember 2010 statt. Der dritte Prototyp (als Mi-38-2 bezeichnet) wurde wieder mit Klimow TW7-117W ausgerüstet und sollte Mitte 2010 zum ersten Mal fliegen, konnte aber Anfang 2011 noch nicht ausgeliefert werden. Der Erstflug erfolgte schließlich am 29. November 2013. An Versionen für den Krankentransport mit 16 Tragen, als VIP-Hubschrauber für zwölf Personen, einer Seevariante und einer Variante für den Such- und Rettungsdienst wird gearbeitet. Am 12. November 2014 wurde der vierte Prototyp ins Testprogramm aufgenommen.

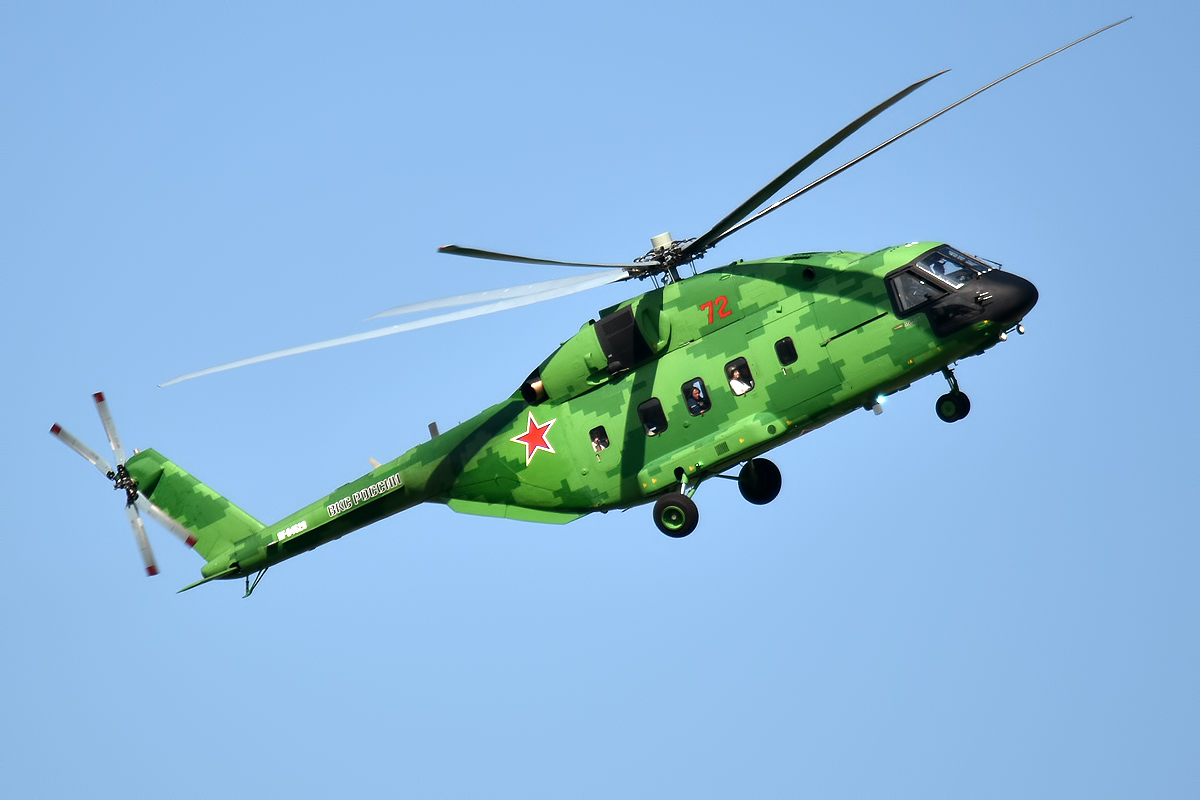
Mi-38T (RF-04529) der russischen Streitkräfte, 2019

Die Auslieferung der ersten Serienmaschine sollte ursprünglich 2008 erfolgen, wurde aber mehrfach verschoben. Die Mi-38 erhielt Ende 2015 die Musterzulassung der russischen Luftfahrtbehörde Rosawiazija. Der erste Serienhubschrauber wurde auf der MAKS 2019 vorgestellt, die erste Auslieferung erfolgte im Februar 2020 an Gazprombank Leasing. Zwei Hubschrauber der Variante Mi-38T mit einer Rettungswinde und einer Laderampe für den Transport von 40 Soldaten oder bis zu 12 Krankentragen wurden ab Dezember 2019 an die russischen Streitkräften ausgeliefert und dort erprobt.

## Konstruktion
Die weitestgehend aus Verbundmaterial hergestellte Kabine wurde gegenüber den Vorgängertypen vergrößert. Der Sechsblatt-Hauptrotor aus Verbundmaterial mit elastomeren Gelenken wurde vom Mi-28N übernommen, den Heckrotor bilden zwei voneinander unabhängige Zweiblattrotoren in X-Anordnung. Als Antrieb dienten anfangs zwei Wellenturbinen Pratt & Whitney Canada PW127 und später zwei Klimow TW7-117W, jeweils mit FADEC ausgestattet. Darüber hinaus kommt ein EFIS mit fünf Farbdisplays und ein Fly-By-Wire-System mit mechanischem Backup zum Einsatz. Das Bugfahrwerk ist nicht einziehbar.

## Technische Daten
| Kenngröße                        | Daten 2. Prototyp                                              | Daten Serienversion                                                                      |
| -------------------------------- | -------------------------------------------------------------- | ---------------------------------------------------------------------------------------- |
| Besatzung                        | 2                                                              | 2                                                                                        |
| Länge                            | 19,70 m                                                        | 20,28 m                                                                                  |
| Hauptrotordurchmesser            | 21,10 m                                                        | 21,10 m                                                                                  |
| Heckrotordurchmesser             |                                                                | 3,84 m                                                                                   |
| Höhe                             | 5,13 m                                                         | 5,10 m                                                                                   |
| Kabinenlänge/-breite/-höhe       | 8,70 m × 2,30 m × 1,80 m                                       | 7,00 m × 2,36 m × 1,84 m (29,5 m³)                                                       |
| Nutzlast                         | 30 Passagiere (12 in der VIP-Ausstattung) oder 5.000 kg intern | 30 Passagiere (12 in der VIP-Ausstattung) oder 5.000 kg intern                           |
| Nutzlast extern (Schlingenlast)  | 7.000 kg                                                       | 5.000 kg                                                                                 |
| Leermasse                        | 8.300 kg                                                       |                                                                                          |
| max. Startmasse                  | 15.600 kg                                                      | 15.600 kg                                                                                |
| Reisegeschwindigkeit             | 275 km/h                                                       | 250 km/h                                                                                 |
| Höchstgeschwindigkeit            | 285 km/h                                                       | 300 km/h                                                                                 |
| Dienstgipfelhöhe                 | 5.100 m (8.600 m)                                              | 6.300 m                                                                                  |
| Schwebeflughöhe ohne Bodeneffekt | 2.800 m                                                        | 3.750 m                                                                                  |
| Reichweite                       | - 885 km - max. 1.300 km                                       | - 880 km - 1.200 km mit Zusatztanks und 2.700 kg Nutzlast - 420 km mit 5.000 kg Nutzlast |
| Triebwerke                       | 2× Pratt & Whitney Canada PW127TS, je 1.865 kW                 | 2× Klimow TW7-117W, je 2.800 PS (ca. 2.060 kW)                                           |